# Estria bacteriana
A estria bacteriana, também conhecida como joio preto, é uma doença bacteriana comum do trigo. A doença é causada pela espécie bacteriana Xanthomonas translucens pv. undulosa. O patógeno é encontrado globalmente, mas é um problema primário nos Estados Unidos no centro-sul inferior e pode reduzir a produção em até 40%. A estria é transmitida principalmente pela semente (a doença é transmitida pela semente) e sobrevive na semente, mas também pode sobreviver nos resíduos da colheita no solo na entressafra. Durante a estação de crescimento, a bactéria pode ser transferida de planta para planta por contato, mas é principalmente espalhada pela chuva, vento e contato com insetos. A bactéria se desenvolve em ambientes úmidos e produz uma camada bacteriana de creme a amarelo que, quando seca, tem uma cor clara e semelhante a escamas, resultando em uma listra nas folhas. A invasão da espiga de trigo provoca faixas de tecido necrótico nos toldos, que é chamado de joio preto. A doença não é facilmente controlada, pois não existem pesticidas no mercado para o tratamento da infecção. Existem alguns cultivares resistentes disponíveis, mas nenhum tratamento de sementes existe. Algumas técnicas de manejo integrado de pragas podem ser usadas para ajudar na prevenção da infecção, embora nenhuma possa prevenir completamente a doença.

## Hospedeiro e sintomas
A estria bacteriana das folhas é um patógeno conhecido por infectar e danificar variedades de trigo. O patógeno também é conhecido por infectar outros grãos pequenos, todos os cereais, como arroz, cevada e triticale. As cepas do patógeno são nomeadas de maneiras diferentes de acordo com a espécie que infectam. É uma das doenças mais destrutivas do arroz. Os cultivares de trigo resistentes oferecem a melhor proteção contra a perda de rendimento, mas pouco se sabe sobre a herança da resistência. A doença é mais comum em trigo e pode ser encontrada em variedades de trigo de inverno e verão.

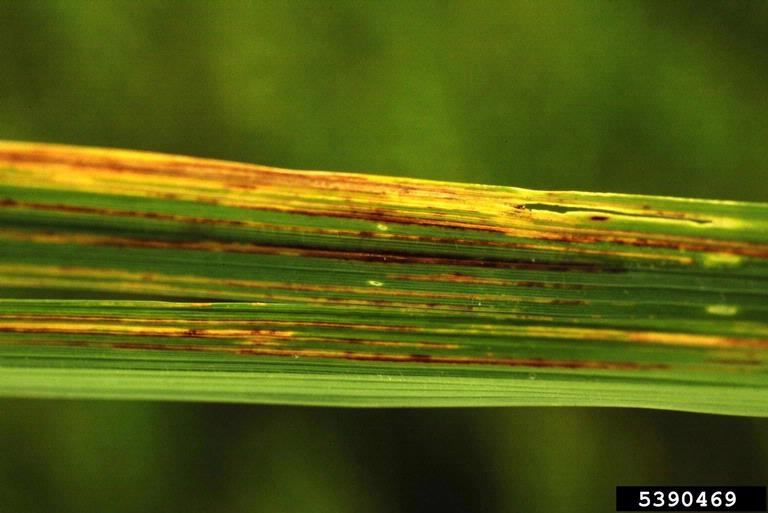
Raia de folhas e sintomas de lesão de Raia de folha bacteriana

Os sintomas desse patógeno podem ser vistos no caule, folhas e glumas. Os sintomas do caule nem sempre estão presentes, mas podem ser vistos como uma descoloração marrom-escura a roxa no caule abaixo da cabeça e acima da folha bandeira. Nos estágios iniciais da doença, manchas translúcidas encharcadas de água podem ser vistas nas folhas, geralmente acompanhadas de um esmalte brilhante ou aglomerados de bactérias secas na superfície da folha. Essas marcações se transformam em lesões marrons após alguns dias e podem ser circundadas por um halo verde-limão. As lesões podem esticar toda a lâmina foliar. A estria exibe sintomas semelhantes aos de Septoria nodorum, uma infecção fúngica comum. Um sinal comum que distingue este patógeno de Septoria nodorum é a falta de esporos nas folhas, que aparecem como pequenos pontos pretos na superfície da folha com uma infecção por Septoria. Um creme bacteriano amarelado produzido por partes de plantas infectadas com estria também é um sinal distintivo do patógeno. As glumas infectadas, conhecidas como joio preto, são escurecidas e necróticas. Os sintomas graves resultarão em grãos que ficam descoloridos devido a listras pretas e roxas. As plantas infectadas com estrias bacterianas nas folhas exibirão um tom laranja devido aos sintomas da folha e sofrerão perda de rendimento e qualidade.

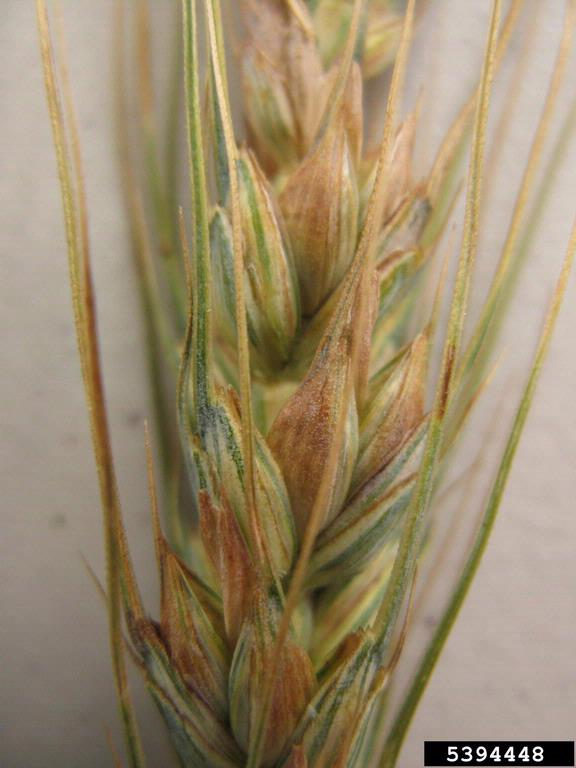
Sintomas do joio preto mostrados na planta de trigo

## Ciclo da doença
A estria bacteriana da folha do trigo é uma doença transmitida pela semente e é principalmente transportada pela semente, mas também pode ser transmitida pelo contato planta a planta durante seu ciclo de vida. As epidemias são normalmente observadas no final da estação de cultivo e em ambientes úmidos. A umidade facilita a liberação do patógeno da semente inoculada, o que leva à colonização das folhas e invasão do tecido. As bactérias na superfície úmida da folha entram pelas aberturas das folhas, como os estômatos ou feridas. Em condições de clima moderadamente quente (15-30 °C), as bactérias começam a se liberar e se multiplicar no tecido do parênquima da planta. A bactéria então injeta várias proteínas efetoras na planta com um Sistema de Secreção Tipo 3 (T3SS). Os efetores T3SS em Xanthomonas são efetores semelhantes a ativadores de transcrição (efetores TAL). Esses efetores de TAL ativam a produção de genes de plantas que são benéficos para a infecção bacteriana. A bactéria se espalha e progride verticalmente pela planta. As massas bacterianas causam estrias alongadas ao longo das veias da planta. A coleta de água nas folhas também leva à disseminação do organismo, aumentando o número de lesões nas folhas. Chuva, vento, insetos e contato planta-planta podem espalhar a doença na estação e causar reinfecção. Depois que a planta é colhida ou morre, a bactéria pode hibernar no solo; embora, sua taxa de sobrevivência seja muito maior quando os restos da colheita estão presentes. No entanto, as bactérias não podem sobreviver apenas com a decomposição de matéria e as bactérias livres não podem sobreviver por mais de quatorze dias em clima quente e seco. As bactérias são disseminadas principalmente por sementes infectadas ou contaminadas. Em alguns casos, a bactéria hibernará em outras plantas perenes e ervas daninhas. Bactérias residuais no solo, detritos ou outras plantas também podem causar novas infecções em sementes limpas.

## Meio ambiente
A doença pode tolerar temperatura quente ou congelante, mas as condições favoráveis para a doença incluem clima úmido e úmido. Os campos irrigados fornecem um ambiente favorável para a doença. A doença se tornou bastante prevalente em regiões semitropicais, mas pode ser encontrada em todo o mundo onde o trigo é cultivado. Ventos fortes que sopram no solo ajudam a contribuir para a propagação de doenças. Quando a propagação é iniciada por partículas de solo sopradas pelo vento, os sintomas serão encontrados mais prontamente nas bordas do campo.

## Gestão de estrias
A estria bacteriana das folhas do trigo não é facilmente evitada, mas pode ser controlada com sementes limpas e resistência. Alguns produtos foliares, como pesticidas e compostos antibióticos, foram testados quanto à eficácia, mas provaram ter resultados insignificantes no patógeno bacteriano. O uso de sementes limpas, com pouca infecção, tem rendido resultados eficazes para pesquisadores e produtores. O patógeno, sendo transmitido pela semente, pode ser controlado com a eliminação de sementes contaminadas, entretanto, sementes limpas nem sempre são uma solução segura. Como o patógeno ainda pode viver no solo, o uso de sementes limpas só é eficaz se o solo e a semente estiverem livres do patógeno. Atualmente, não existem tratamentos de sementes bem-sucedidos disponíveis para os produtores aplicarem na semente de trigo para o patógeno. A resistência à variedade é outra opção para o controle da doença. O uso de cultivares como Blade, Cromwell, Faller, Howard ou Knudson, que são resistentes a estria, pode reduzir o impacto da doença e, potencialmente, interromper o ciclo da doença. Evitar cultivares suscetíveis, como Hat Trick, Kelby e Samson, também pode reduzir a presença da doença e reduzir a quantidade de resíduos bacterianos no solo. O uso de técnicas de manejo integrado de pragas, como preparo do solo para revolver o solo e enterrar a infecção, bem como a rotação de safras, pode ajudar no manejo de doenças, mas não é um método de controle definitivo. Dependendo das condições, a bactéria pode sobreviver por até 81 meses. Como a bactéria é impulsionada pela umidade, a irrigação também pode aumentar os riscos de infecção de estria.

## Importância
A estria bacteriana das folhas é uma das principais doenças bacterianas do trigo. As perdas de rendimento são normalmente inferiores a 10%, mas podem chegar a 40%. A perda de rendimento deve-se ao menor peso da semente e não à falta de produção. O risco de danos devido a estrias bacterianas nas folhas é variável, mas não deve ser esquecido porque sempre existe a chance de uma epidemia. A pesquisa ainda está sendo feita sobre o patógeno, especificamente para encontrar cepas resistentes. Os agricultores devem evitar o plantio de cultivares suscetíveis e evitar sementes infectadas para garantir que não haja infecção do patógeno. Esta doença pode sobreviver em climas quentes e congelantes, ameaçando as populações de trigo em todo o mundo.